# Fabijan Krivak
Fabijan Krivak (Zabok, 24 febbraio 2005) è un calciatore croato, centrocampista del Lokomotiva Zagabria.

## Carriera

### Club
Cresciuto nelle giovanili della squadra croata del Lokomotiva Zagabria.

## Statistiche

### Presenze e reti nei club
Statistiche aggiornate al 18 maggio 2025.
| Stagione                   | Squadra                    | Campionato                 | Campionato | Campionato | Coppe nazionali | Coppe nazionali | Coppe nazionali | Coppe continentali | Coppe continentali | Coppe continentali | Altre coppe | Altre coppe | Altre coppe | Totale | Totale |
| Stagione                   | Squadra                    | Comp                       | Pres       | Reti       | Comp            | Pres            | Reti            | Comp               | Pres               | Reti               | Comp        | Pres        | Reti        | Pres   | Reti   |
| -------------------------- | -------------------------- | -------------------------- | ---------- | ---------- | --------------- | --------------- | --------------- | ------------------ | ------------------ | ------------------ | ----------- | ----------- | ----------- | ------ | ------ |
| 2021-2022                  | Lokomotiva Zagabria        | 1. HNL                     | 3          | 0          | CC              | 0               | 0               | -                  | -                  | -                  | -           | -           | -           | 3      | 0      |
| 2022-feb. 2023             | Lokomotiva Zagabria        | 1. HNL                     | 5          | 0          | CC              | 0               | 0               | -                  | -                  | -                  | -           | -           | -           | 5      | 0      |
| feb.-giu. 2023             | Jarun                      | 2. HNL                     | 6          | 1          | CC              | 0               | 0               | -                  | -                  | -                  | -           | -           | -           | 6      | 1      |
| ago.-set. 2023             | Jarun                      | 2. HNL                     | 3          | 0          | CC              | 0               | 0               | -                  | -                  | -                  | -           | -           | -           | 3      | 0      |
| Totale Jarun               | Totale Jarun               | Totale Jarun               | 9          | 1          |                 | 0               | 0               |                    | -                  | -                  |             | -           | -           | 9      | 1      |
| set. 2023-2024             | Lokomotiva Zagabria        | 1. HNL                     | 20         | 1          | CC              | 1               | 0               | -                  | -                  | -                  | -           | -           | -           | 21     | 1      |
| 2024-2025                  | Lokomotiva Zagabria        | 1. HNL                     | 7          | 0          | CC              | 0               | 0               | -                  | -                  | -                  | -           | -           | -           | 7      | 0      |
| Totale Lokomotiva Zagabria | Totale Lokomotiva Zagabria | Totale Lokomotiva Zagabria | 35         | 1          |                 | 1               | 0               |                    | -                  | -                  |             | -           | -           | 36     | 1      |
| Totale carriera            | Totale carriera            | Totale carriera            | 44         | 2          |                 | 1               | 0               |                    | -                  | -                  |             | -           | -           | 45     | 2      |